# Landkreuzer P. 1000 Ratte
Landkreuzer P. 1000 Ratte a fost un proiect de tanc german super-greu, proiectat de Germania Nazistă în timpul celui de-al doilea Război Mondial. El a fost proiectat de Krupp în 1942, fiind aprobat de Adolf Hitler. Ulterior proiectul a fost anulat de Albert Speer la începutul anului 1943 și tancul nu a mai fost terminat de construit.
Cu o greutate de 1000 de tone, P-1000 ar fi fost de peste cinci ori mai greu decât Panzer VIII Maus, cel mai greu vehicul blindat construit vreodată.